# Rinaldo di Mont'Albano
Rinaldo di Mont'Albano è una tragicommedia in cinque atti in versi endecasillabi di Carlo Goldoni rappresentata per la prima volta dalla compagnia Imer nel 1736 nel Teatro San Samuele di Venezia, dove fu accolta tiepidamente dal pubblico.
Il personaggio di Rinaldo, cugino di Orlando, proviene dalle canzoni di gesta francesi del ciclo carolingio, ma Goldoni lavorò su un vecchio canovaccio della commedia dell'arte per creare un'opera spogliata dagli orpelli tipici della spettacolarità secentesca.

## Poetica
Per Giuseppe Ortolani, l'intreccio creato dal commediografo veneziano tra innocenza e tradimento, eroismo e viltà, virtù e bassezze morali costituisce un esempio annacquato di teatro popolare moraleggiante.